# Seznam gambijskih pesnikov
Seznam gambijskih pesnikov.

## C
- Hassoum Ceesay

## N
- Ann Therese Ndong-Jatta

## P
- Lenrie Peters

## S
- Tijan Momodou Sallah